# Parafia św. Leonarda w Łopacinie
Parafia pw. Świętego Leonarda w Łopacinie – parafia rzymskokatolicka należąca do dekanatu ciechanowskiego wschodniego, diecezji płockiej, metropolii warszawskiej. 